# والتر فاز
والتر فاز (بالفرنسية: Walter Vaz)‏ (11 فبراير 1988 في فرنسا - ) هو لاعب كرة قدم فرنسي في مركز الهجوم. لعب مع ريفر بليت والتانك سيلي.

## وصلات خارجية
- والتر فاز على موقع قاعدة بيانات كرة القدم.إي يو (الإنجليزية)
- والتر فاز على موقع Soccerway.com (الإنجليزية)